# شهرستان تولسا (اکلاهما)
شهرستان تولسا (به انگلیسی: Tulsa County, Oklahoma) شهرستانی در ایالات متحده آمریکا است که در اکلاهما واقع شده‌است.

## خصوصیات
شهرستان تولسا ۱٬۵۲۰ کیلومترمربع مساحت دارد.